# Тартат
Тартат — посёлок сельского типа, входящий в городской округ ЗАТО Железногорск Красноярского края России. 

## География
Поселок Тартат расположен на правом берегу Енисея. Тартат  расположен в 8 километрах юго-западней Железногорска,  в 6 километрах северо-востоку от Сосновоборска и в 43 километрах северо-востоку от Красноярска.

## Инфраструктура
В посёлке располагаются улицы 40 лет Октября, Береговая, Больничная, Вокзальная, Жемчужная, Западная, Куйбышева, Путейская, Разина, Сосновоборская, Станционная, Тартатская 

## Транспорт
Через поселок проходит автомобильная трасса 04Н-374 соединяющая Сосновоборск и Железногорск. Несмотря на принадлежность к ЗАТО Железногорск, посёлок не входит в огороженный периметр, въезд в него свободный. 

## Население
Согласно всероссийской переписи населения в 2002 в поселке было 568	человек в 2010 - 577.